# Arthur Bretschneider
Arthur Bretschneider (* 22. Februar 1886 in Zadel bei Meißen; † 27. Februar 1949 in Dresden) war ein deutscher liberaler Politiker (FVP/DDP/DStP/LDPD). Er war von 1947 bis 1949 LDPD-Landesvorsitzender in Sachsen.

## Leben
Bretschneider besuchte von 1892 bis 1900 die Bürgerschule in Meißen und absolvierte anschließend von 1900 bis 1906 eine Lehrerausbildung am Lehrerseminar in Plauen und legte dort die Prüfung ab. Zwischen 1906 und 1909 war er zunächst Hilfslehrer in Niederwürschnitz und anschließend bis 1934 Lehrer in Chemnitz. 
Nach der „Machtergreifung“ der Nationalsozialisten wurde er 1933 als Schulleiter entlassen und 1934 als Lehrer nach Leipzig zwangsversetzt.
1910 trat Bretschneider der Fortschrittlichen Volkspartei bei. Im November 1918 war er Mitglied in Arbeiter- und Soldatenrat in Chemnitz und Vertreter im Landesarbeiterrat Sachsen. 1919 gehörte er zu den Mitbegründer der DDP in Chemnitz. Ab 1926 wirkte er als DDP-Kreisvorsitzender im Reichstagswahlkreis Chemnitz-Zwickau-Plauen. Von 1928 bis 1933 war er für die DDP bzw. DStP Abgeordneter im Sächsischen Landtag und war dessen Zweiter, später Erster Vizepräsident. Am 23. Mai 1933 sprach er sich im Landtag für die Annahme des Ermächtigungsgesetzes aus. Am 29. Juni 1933 legte er sein Mandat nieder.
Von Mai bis September 1945 war er im Bezirksschulamt Oschatz tätig. 1945 gehörte er zu den Mitbegründern der LDPD in Dresden und gehörte dem Landesvorstand an. Ab 1946 wirkte er als stellvertretender Landesvorsitzender. Auf dem Schandauer Landesparteitag der LDPD im Oktober 1947 wurde er zum Landesvorsitzenden der LDPD gewählt. Ab Juli 1947 gehörte er dem Zentralvorstand der LDPD an.
Ab September 1945 war er als Ministerialrat in der Landesverwaltung Sachsen tätig und war Referent für höhere Schulen und staatliche Anstalten, später für Volksschulangelegenheiten im Ressort Inneres und Volksbildung. Von Dezember 1946 bis Juni 1947 war er in der Abteilung Schulwesen des sächsischen Ministeriums für Volksbildung tätig. In der Landesregierung Sachsen leitete er ab Juli 1947 als Ministerialdirektor die Hauptabteilung Verkehr des Ministeriums für Wirtschaft und Wirtschaftsplanung.
Im Herbst 1946 wurde er als Abgeordneter erneut in den Sächsischen Landtag gewählt und wirkte als Mitglied des Landtagspräsidiums. Bis zum 30. Juni 1948 war er Schriftführer, vom 30. Juni 1948 bis zu seinem Tode Vizepräsident des Landtags. 1948/49 war er zudem Mitglied des Deutschen Volksrates.
Bretschneider verunglückte auf der Autofahrt zum LDPD-Parteitag in Eisenach und verstarb im Krankenhaus. Er ist auf dem Leipziger Südfriedhof begraben.

## Ehrungen
Nach seinem Tod erhielt der Eutritzscher Park in Leipzig den Namen Arthur-Bretschneider-Park, in Chemnitz-Schloßchemnitz ist eine Straße nach ihm benannt.